# Auditorio conmemorativo municipal de Shreveport
El Auditorio conmemorativo municipal de Shreveport (en inglés: Shreveport Municipal Memorial Auditorium) es un edificio art déco construido entre 1926 y 1929 durante la administración del alcalde Lee Emmett Thomas como un monumento a los militares de la Primera Guerra Mundial. En 1991, el auditorio fue incluido en el Registro Nacional de Lugares Históricos y el 6 de octubre de 2008, fue designado como Monumento Histórico Nacional.